# Салтдал
Салтдал — коммуна в фюльке Нурланн в Норвегии. Является частью региона Сальтен. Административный центр коммуны — посёлок Рогнан. Коммуна Салтдал была учреждена 1 января 1838 года.

## Общая информация

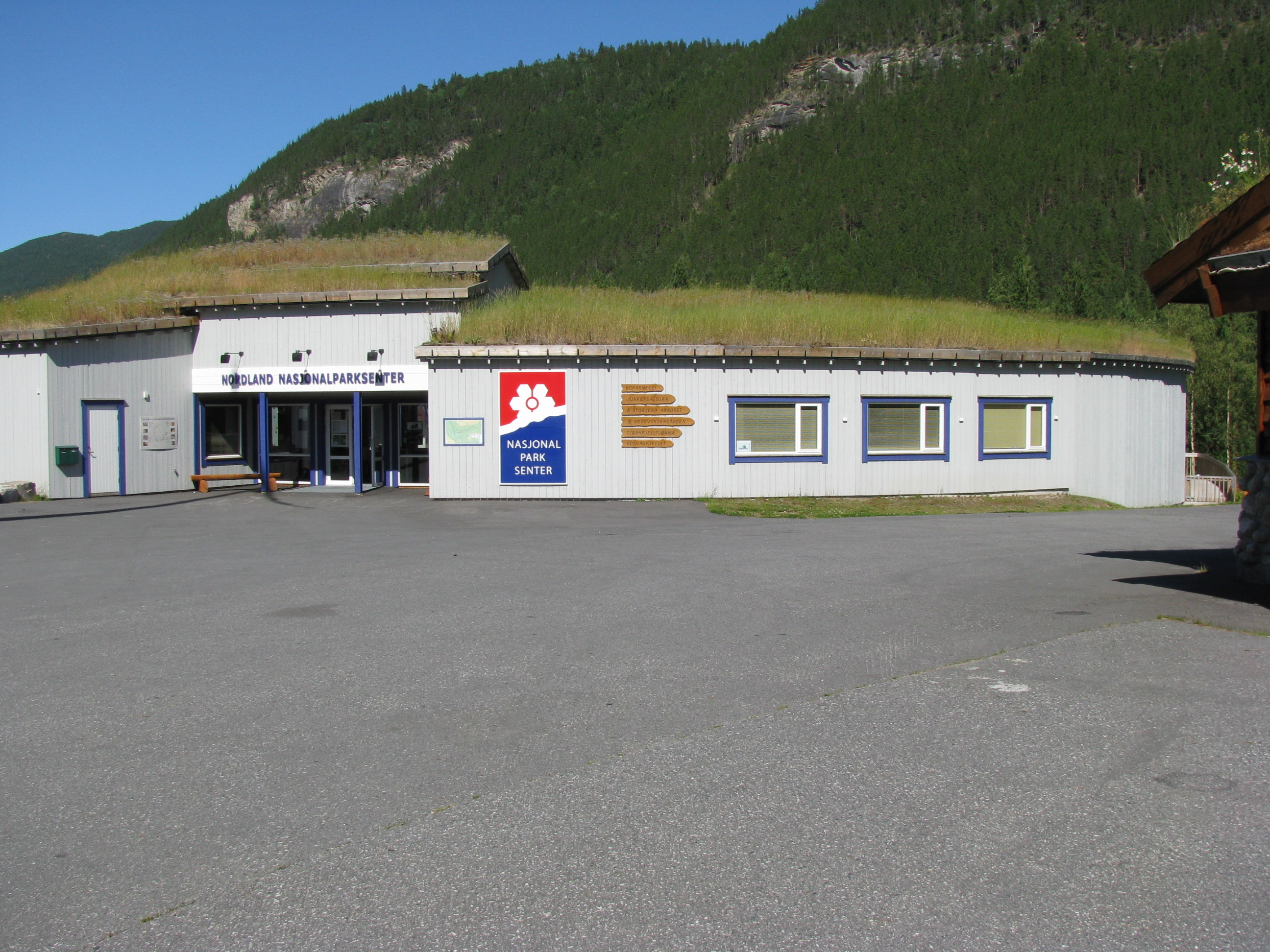
Национальный парковый центр Нурланна

### Название
Старонорвежское название коммуны было Salptardalr.
Первая часть — родительный падеж названия реки Salpt (сейчас Сальтельва), окончание — слово dalr, которое означает долина. Значение названия реки неизвестно.

### Герб
У коммуны современный герб. Он был принят в 1988 году. На гербе изображены две рябиновые веточки золотого цвета на красном фоне.

## История

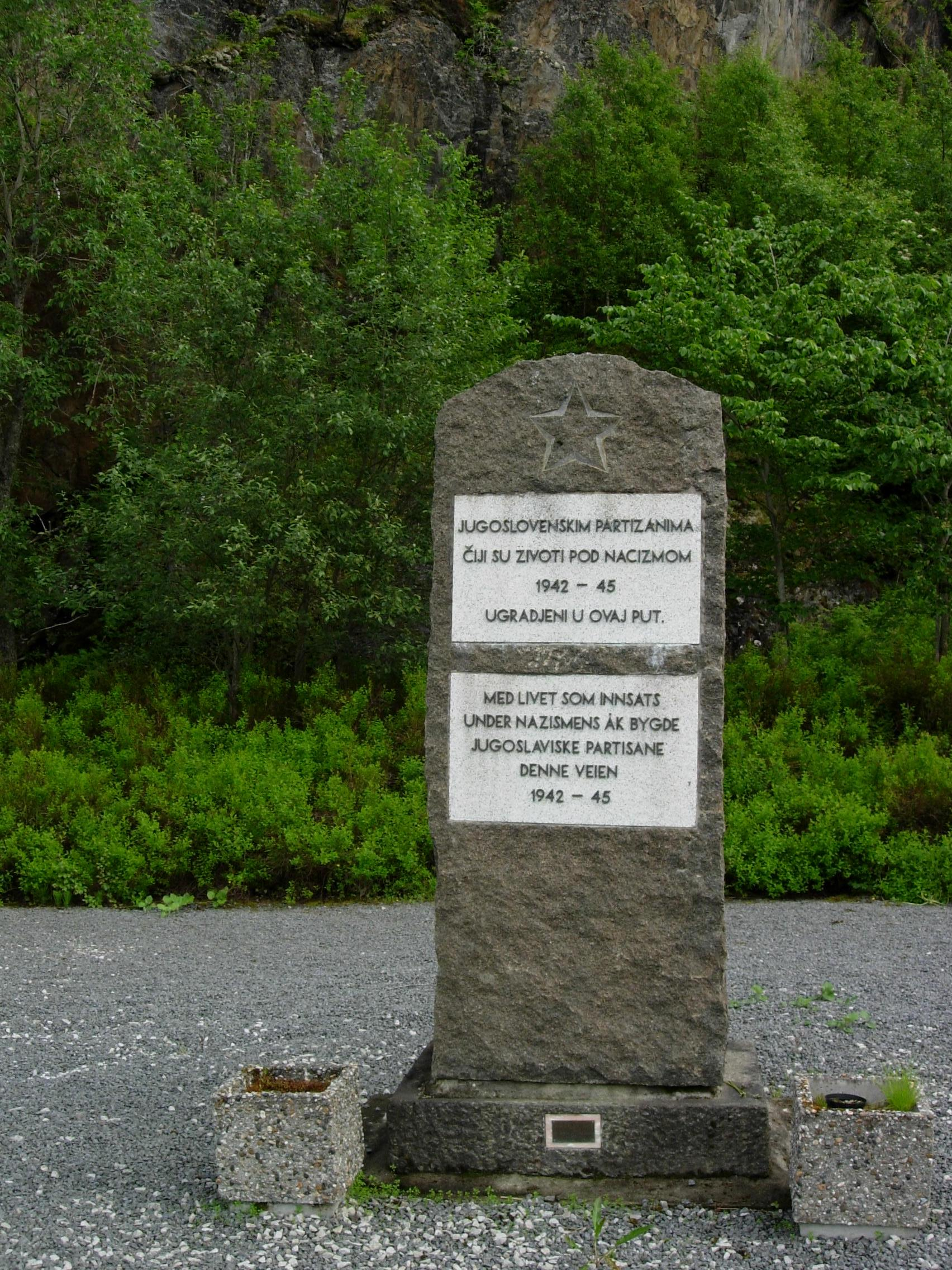
Памятник «кровавой дороги»

Во время Второй мировой войны Германия решила продлить железнодорожную линию Нурланна до Лёнсдала в Салтфьеллете. В течение трёх лет подлинным планом являлось строительство Железной и автомобильной дорог до Нарвика, а потом и до Киркенеса, но была построена только железная дорога до Будё. Германия продолжала удлинять дорогу до Киркенеса и дорога стала известной как «Кровавая дорога» (норв. Blodvegen). В этом проекте были задействованы военнопленные в основном из Югославии и СССР, которые строили дорогу в крайне суровых условиях. Работающие жили в лагерях узников, в которых они не получали достаточного количества еды для тяжёлой работы на строительстве дороги. Это привело к изнеможению и смерти большого количества рабочих. Известным символом этой дороги является кровавый крест, который один из заключенных нарисовал на склоне горы кровью его недавно убитого друга. Стало традицией постоянно наводить это крест красной краской, чтобы люди, проезжающие здесь, никогда не забыли того, что случилось. Всё ещё возможно пройти по этой дороге пешком от Сальтнеса до Саксенвика. Музей «Кровавой дороги» расположен в Сальтнесе.
Салтдал был известен наличием нескольких ужаснейших лагерей военнопленных в Норвегии во время Второй мировой войны. Всего в долине располагалось от 15 до 18 лагерей, в которых содержались 9,5 тыс. русских, польских и сербских узников.

## География

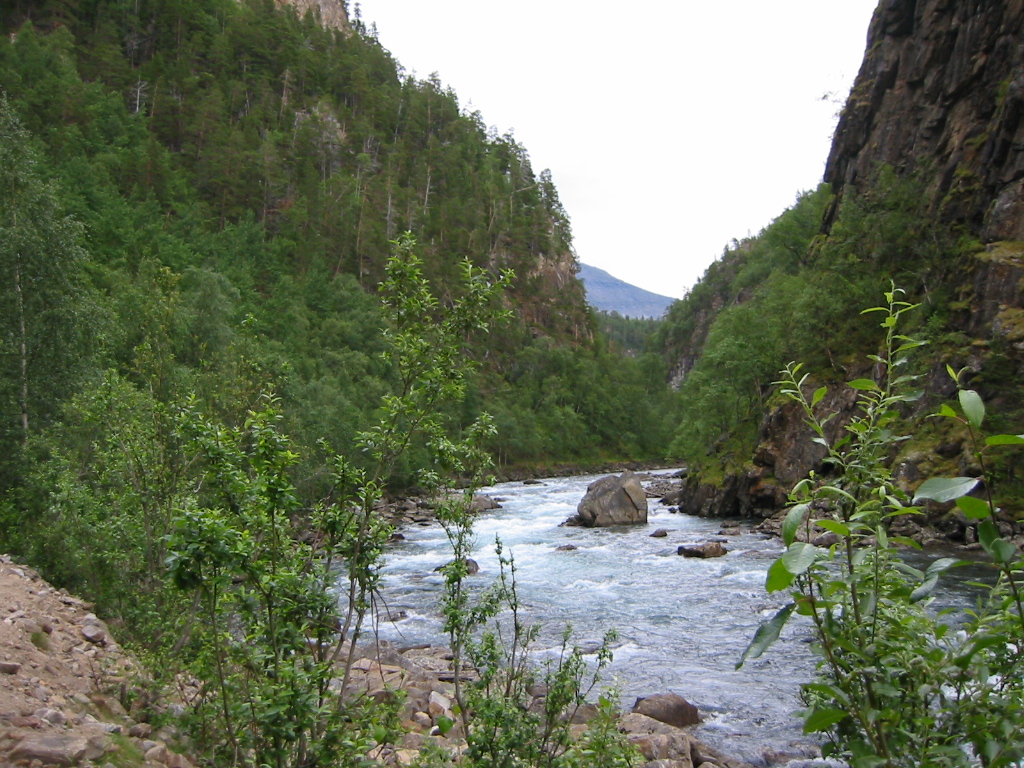
Национальный парк Юнкердаль

Главный центр коммуны — посёлок Рогнан — расположен на южном берегу Салтдалфьорда, где дно долины встречается с фьордом. После окончания Ледникового периода, когда лёд растаял 9 тыс. лет назад, долина была фьордом, а сейчас возвышается на 120 м над уровнем моря.
В коммуне частично расположены два национальных парка: Салтфьеллет-Свартисен на юго-западе и Юнкердаль в восточной части. Это делает Салтдал одной из коммун Норвегии, имеющих в границах своей территории крупнейший процент защищаемых территорий. Река Салтдал (называемая на местности «Saltdalselva») протекает через долину. Русло реки кажется очень ярким в некоторых местах из-за содержания минералов в песке. Долина покрыта еловым и сосновым лесом, а также другими деревьями.

## Климат
Коммуна расположена на северо-восточном склоне хребта Салтфьеллет, в регионе дождевой тени и окружена практически со всех сторон горами, по этому Салтдал является одной из самых сухих коммун в Норвегии. В течение 5 последовательных лет, с 2001 по 2005 года, и потом в 2007 и 2008 годах, Салтдал (верхняя часть долины) являлся метеорологической станцией с минимальным уровнем атмосферных осадков в континентальной Норвегии (в 2005 году — всего 74 мм). Салтдал также известен своими тёплыми летними днями, зачастую являясь самым тёплым местом в Норвегии. Среднемесячная температура колеблется от −6°С в январе до 14°С в июле (1961—1990 гг.), среднегодовая температура — 3,3°С. Апрель и май — самые засушливые месяцы (около 10 мм осадков в месяц), июль — самый влажный месяц (39 мм атмосферных осадков). Эти данные взяты с засушливой, верхней части долины, а в других частях коммуны уровень атмосферных осадков в два раза больше (в Юнкердале, расположенном на высоте 210 м на уровнем моря, ежегодный уровень осадков 600 мм).
| Показатель                                | Янв. | Фев. | Март | Апр. | Май | Июнь | Июль | Авг. | Сен. | Окт. | Нояб. | Дек. |
| ----------------------------------------- | ---- | ---- | ---- | ---- | --- | ---- | ---- | ---- | ---- | ---- | ----- | ---- |
| Средний суточный максимум, °C             | −2   | −2   | 0    | 6    | 11  | 16   | 19   | 17   | 12   | 6    | 2     | −1   |
| Средний суточный минимум, °C              | −7   | −7   | −6   | 0    | 4   | 8    | 11   | 10   | 6    | 1    | −3    | −5   |
| Источник: Storm Weather Center 08.12.2009 |      |      |      |      |     |      |      |      |      |      |       |      |

## Транспорт
Трасса Е6 пересекает вдоль коммуну Салтдал, рядом с автомобильной дорогой проходит железная дорога. Автодорога идет на восток через долину Юнкердаль и, далее, следует в Швецию. Ближайший крупный аэропорт расположен в Будё в двух часах езды от Рогнана.

## Экономика
Салтдал имеет известную историю в постройке лодок из местной древесины. Особенно до ВВ2, когда в этой отрасли был занят больший процент населения жителей Салтдала.
В настоящее время, крупнейший работодатель в Сальтдале — французская компания Nexans. Завод компании, расположенный в Рогнане, специализируется на выпуске телекоммуникационного и медного кабеля. В коммуне немного развита сельскохозяйственная отрасль, а также много людей работают в сфере коммунальных услуг.